# نبرد موکدن
نبرد موکدن (انگلیسی: Battle of Mukden) یکی از بزرگترین نبردهای زمینی بود که قبل از جنگ جهانی اول درگرفت. این نبرد همچنین آخرین و سرنوشت‌سازترین نبرد بزرگ زمینی جنگ روسیه و ژاپن است. از ۲۰ فوریه تا ۱۰ مارس ۱۹۰۵ بین ژاپن و روسیه در نزدیکی شنیانگ در منچوری جنگ شد. شهر موکدن اکنون شنیانگ، مرکز استان لیائونینگ در چین نامیده می‌شود.